# Colonna Menia
La Colonna Menia (in latino Columna Maenia) era un'antica colonna nel Foro Romano.
Si trovava nella zona del Comizio, poco distante dal Carcere Mamertino, dove oggi passa la via che fiancheggia l'arco di Settimio Severo. L'origine del nome è incerta (forse dal nome del console Gaio Menio).
Citata da Cicerone come luogo "presso il quale i debitori erano perseguiti dai creditori", si trovava davanti al tribunale del pretore ed ai Rostra dove si affiggevano le proscriptiones.
Andò probabilmente distrutta durante la riorganizzazione di questa parte del Foro in epoca cesariana, con la creazione del Foro di Cesare. Dopo numerose questioni relative al suo posizionamento, ne venne infine trovato una parte del basamento a ovest della Curia Hostilia, davanti alle Scalae Gemoniae.